# ELF (コンパイラ)
ELF（エルフ）とは、1973年のNHK『コンピュータ講座』（ミニコンによる基礎コース）において使用された学習用のFORTRANコンパイラの名称である。開発はこの講座で講師を務めた島内剛一らが数ヶ月掛けておこなった。名称は Elementary Learning Fortran の略と思われる。
当時のメモリが数キロワードしか無い貧弱なミニコンでもプログラムを充分書きやすいように工夫されていて、また学習用ということで使用頻度の少ない命令は搭載せず、シンプルできれいな構造をしていた。
不等号を<=の代わりに[、>=の代わりに]、!=の代わりに#を使用してすべて 1文字で処理できるように単純化していた（これはコンパイラの負荷軽減の意味もあるようであった）。文字列もH変換だけでなく引用符を使用した書き方もできるようになっていた。